# Ray Charles with the Voices of Jubilation
Ray Charles with the Voices of Jubilation – koncertowe DVD amerykańskiego muzyka Raya Charlesa, wydane w 2006 roku. 
Jest to wideo wydane 3 października 2006 nakładem Medialink Enter, zawierające dokładnie ten sam materiał, co Ray Charles Celebrates a Gospel Christmas with the Voices of Jubilation! wydane w 2003 roku pierwotnie przez Urban Works.